# Lolua
Lolua ist Verwaltungssitz und Hauptort des Nanumea-Atolls im pazifischen Inselstaat Tuvalu. Der Ort hat 215 Einwohner (Stand 2010) und liegt etwa 465 Kilometer nordwestlich der Hauptstadt Funafuti. Lolula liegt im Nordwesten der Hauptinsel Nanumea.
Der Ort verfügt mit der Kaumeile School über eine Schule.